# Kolektivní nevědomí

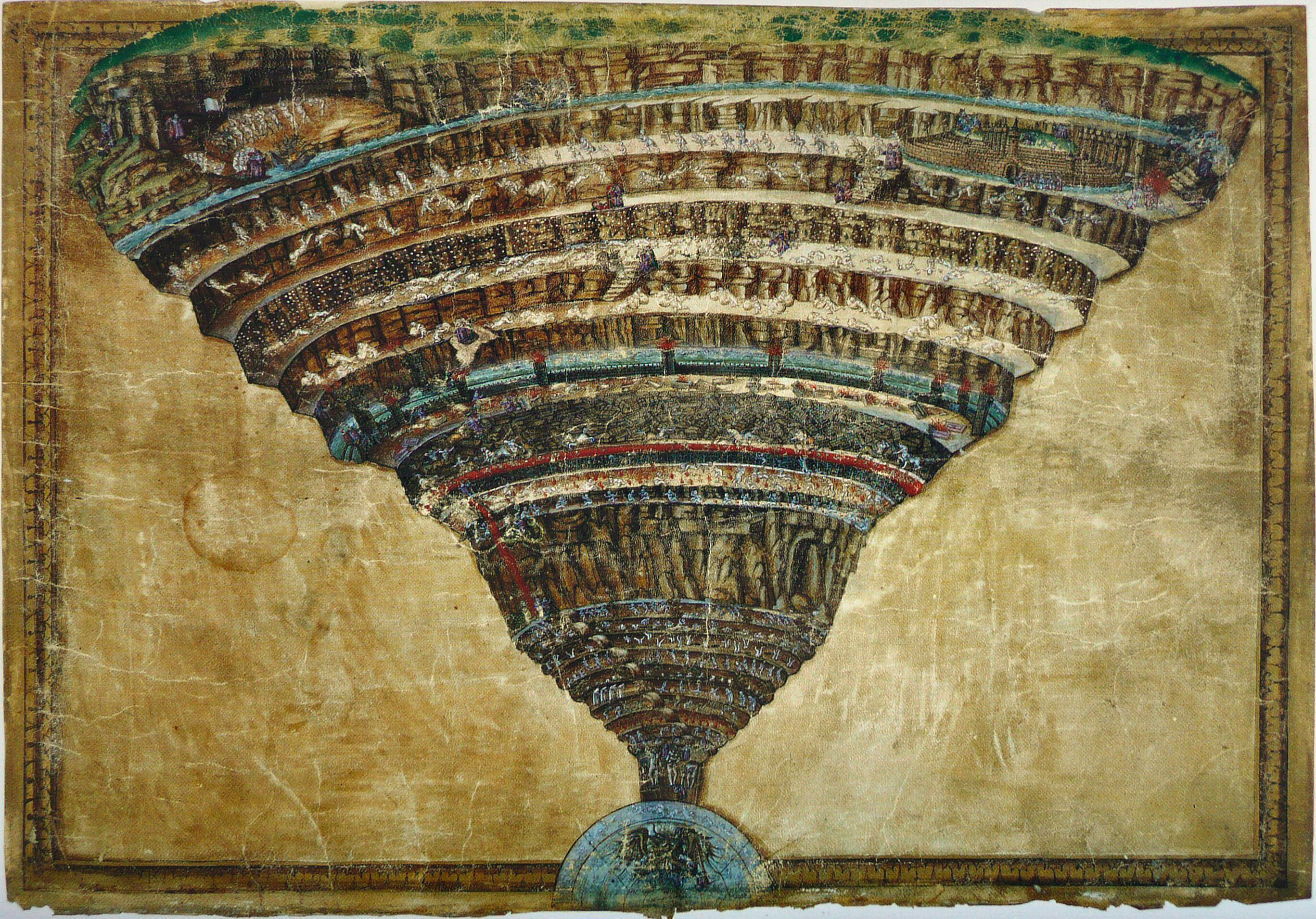
Ilustrace struktury pekla podle knihy Božská komedie od Dante Alighieriho. Autor malby: Sandro Botticelli (mezi 1480 a 1490). Podle Carla Gustava Junga představuje peklo v každé kultuře znepokojující aspekt kolektivního nevědomí.

Kolektivní nevědomí (německy kollektives Unbewusstes) odkazuje na struktury nevědomí, které mají jedinci stejného druhu společné. Tento termín byl poprvé použit Carlem Gustavem Jungem. Podle Junga je lidské kolektivní nevědomí tvořeno instinkty a archetypy. Jung považoval kolektivní nevědomí za základ a rámec nevědomí a svým postojem se tak odlišil od osobního nevědomí Freudovy psychoanalýzy. Psychoterapeutická praxe analytické psychologie se zakládá na zkoumání vztahu pacienta s kolektivním nevědomím.
Kritici kolektivního nevědomí jej označují za nevědecké, fatalistické a také velmi obtížně prokazatelné, a to především kvůli mystickému aspektu kolektivního nevědomí. Zastánci však namítají, že tuto teorii potvrzují objevy v psychologii, neurovědě a antropologii.

## Základní vysvětlení
Termín kolektivní nevědomí byl poprvé použit v Jungově eseji z roku 1916, Struktura psyché. Tato esej rozlišuje mezi osobním freudovským nevědomím, tvořeným sexuálními fantaziemi a potlačenými tužbami, a kolektivním nevědomím, které zahrnuje obecnou duši lidstva.
V listopadu 1929 Jung napsal:
Zásadní z hlediska psychologie je to, že ve snech, fantaziích a dalších výjimečných stavech mysli se mohou nejvznešenější mytologické motivy a symboly objevit kdykoli, a to často zjevně, jako výsledek vlivu zvláštních tlaků, tradic a vzrušeních promítajících se na jednotlivci, to vše ale častěji jakýchkoli známek s těmito faktory spojených. Tyto prapůvodní obrazy, neboli archetypy, jak jsem je nazval, patří k základní složce nevědomé mysli a nelze je vysvětlit jako osobní akvizice. Společně vytvářejí psychickou vrstvu, která byla nazývána kolektivním nevědomím. </br> Existence kolektivního nevědomí znamená, že individuální vědomí je něco jiného než tabula rasa a není imunní vůči předem určujícím vlivům. Individuální nevědomí je naopak v nejvyšší míře ovlivněno zděděnými předpoklady, zcela nevyhnutelné vlivy volně působící okolím. Kolektivní nevědomí samo o sobě zahrnuje psychický život našich předků již od počátku věků. Je to šablona všech vědomých psychických jevů, a proto disponuje vlivem, který kompromituje svobodu vědomí v nejvyšší míře, protože se neustále snaží vést všechny vědomé procesy zpět do vyrytých kolejí.
Carl Gustav Jung
19. října 1936 přednesl Jung přednášku „Koncept kolektivního nevědomí“ Abernethiánské společnosti v nemocnici sv. Bartoloměje v Londýně.  Tehdy řekl:
Moje tvrzení je tedy následující, kromě našeho bezprostředního vědomí, které je naprosto osobní povahy a které považujeme za jedinou empirickou psychiku. Existuje však i jiný psychický systém - kolektivní, univerzální a neosobní povahy, který je totožný u všech jednotlivců. Toto kolektivní nevědomí se nevyvíjí individuálně, ale je zděděno. Skládá se z již existujících forem, archetypů, které mohou být uvědomeny pouze sekundárně a které dávají určitou formu určitému psychickému obsahu.
Carl Gustav Jung
Jung spojil kolektivní nevědomí s tím, co Freud nazýval „archaické pozůstatky“, mentální formy, jejichž přítomnost nelze vysvětlit ničím v životě jednotlivce a které se zdají být přirozeně vrozené tvary lidské mysli. Jung pravil: „Každý člověk, jakkoli je jeho stav vědomí vysoký, je stále archaickým člověkem na hlubších úrovních své psychiky.“
Když moderní lidé procházejí procesem individuace a odlučují se od kolektivního nevědomí a dospívají, vytvářejí si tzv. personu – což lze chápat jednoduše jako malou část kolektivní psychiky, kterou ztělesňují, vykonávají a ztotožňují se s ní.
Kolektivní nevědomí má obrovský vliv na mysl jednotlivců. Tyto účinky se však samozřejmě velmi liší, protože zahrnují prakticky všechny emoce a situace. Někdy kolektivní bezvědomí může být vyděšeno (uvedeno do pohybu, např. při stavu válečné nouze), ale také uzdraveno.

## Archetypy
V rané definici termínu Jung píše: „Archetypy jsou typickými způsoby vyjadřování obav a kdekoli se setkáváme s jednotnými a pravidelně se opakujícími způsoby vyjadřování těchto obav, máme co dočinění s archetypem, a to bez ohledu na to, zda je jeho mytologický charakter rozpoznatelný či nikoliv.“ Jung vysledoval stopy tohoto pojmu zpět až k Filénu Alexandrijském, Irenejovi z Lyonu a dílu Corpus Hermeticum. Společně spojují archetypy s božstvím a stvořením světa. Jung zdůrazňuje, že byli ovlivněni vztahem s platonickými myšlenkami.
Tyto archetypy žijí ve světě mimo chronologii lidského života a vyvíjejí se na evolučním časovém rámci. Pokud jde o archetypy animus a anima, tedy mužský princip v ženě a ženský princip v muži, Jung píše:
Zjevně žijí a fungují v hlubších vrstvách nevědomí, zejména v tom fylogenetickém substrátu, které jsem nazval kolektivní nevědomí. Tato lokalizace vysvětluje hodně jejich podivností: vnášejí do našeho pomíjivého vědomí neznámý psychický život patřící do vzdálené minulosti. Je to mysl našich neznámých předků, jejich způsob myšlení a cítění, jejich způsob prožívání života a světa, bohů a lidí. Existence těchto archaických vrstev je pravděpodobně zdrojem víry člověka v reinkarnaci a vzpomínky na „předchozí zkušenosti“. Stejně jako lidské tělo je muzeum, z hlediska fylogenetické historii, je také tak i psychika.
Carl Gustav Jung
Jung také popsal archetypy jako otisky momentálních nebo často se opakujících situací v dlouhé lidské minulosti.
Nelze vytvořit úplný seznam archetypů, ani nelze absolutně vymezit rozdíly mezi jednotlivými archetypy. Například Orel je běžný archetyp, který může mít mnoho interpretací. Navzdory těmto obtížím jungiánský analytik June Singer vytvořil částečný seznam dobře prostudovaných archetypů, které jsou uvedeny v dvojicích protikladů:
| Ego           | Stín          |
| ------------- | ------------- |
| Velká Matka   | Tyranský otec |
| Moudrý stařec | Podvodník     |
| Anima         | Animus        |
| Význam        | Nesmyslnost   |
| Centrálnost   | Difúze        |
| Pořádek       | Chaos         |
| Opozice       | Spojení       |
| Čas           | Věčnost       |
| Posvátný      | Rouhavý       |
| Světlo        | Tma           |
| Proměna       | Stabilita     |

## Instinkty
Jungova expozice kolektivního nevědomí staví na klasickém problému v psychologii a biologii týkající se přirozenosti proti výchově. Pokud přijmeme, že příroda nebo dědičnost má určitý vliv na individuální psychiku, musíme prozkoumat otázku, jak se tento vliv projeví v reálném světě. 
Archetypy a instinkty koexistují v kolektivním nevědomí jako vzájemně závislé protiklady, objasňuje později Jung. Zatímco u většiny zvířat se intuitivní porozumění zcela prolíná s instinktem, u lidí se archetypy staly samostatným registrem mentálních jevů.
Lidé mají pět hlavních typů instinktu, napsal Jung: hlad, sexualita, aktivita, reflexe a kreativita. Tyto instinkty jsou seřazeny podle vzrůstající abstrakce, vyvolávají a omezují lidské chování, ale také ponechávají prostor pro svobodu při jejich provádění a zejména v jejich souhře. I jednoduchý pocit hladu může vést k mnoha různým reakcím, včetně metaforické sublimace.  Tyto instinkty lze přirovnat k diskutovaným v psychoanalýze a dalších oblastech psychologie.

### Překlady Junga
- " O povaze psychiky " - plný text hostovaný v Americké knihovně Buddhy online
- " Koncept kolektivního nevědomí " - Bahá'í studuje webový server

### Sekundární literatura
- Brown, Jeffrey M. a Terence P. Hannigan. “ Empirický test Carl Jungovy kolektivní nevědomé (archetypální) paměti Archivováno 26. 8. 2016 na Wayback Machine. ”. Journal of Border Education Research 5, podzim 2006.
- DelVecchio, Milán. “ My souostroví: Produktivní reakce na kolektivní podvědomí, ve vědomém stavu ”. Konference kritických informací 2013, škola vizuálních umění.
- Greenwood, Susan F. " Emile Durkheim a CG Jung: Struktura transdersonální sociologie náboženství ". Journal for Scientific Study of Religion 29.4, 1990; Mezinárodní žurnál transspersonálních studií 32.2.
- Hossain, Shaikat. " Internet jako nástroj pro studium kolektivního nevědomí ". Jung Journal: Culture & Psyche 6.2, 2012.
- Niesser, Arthure. “Neurovědy a Jungův model psychiky: Přizpůsobení” ( archivováno ). Mezinárodní asociace pro analytickou psychologii, konference 2004.
- Rosen, DH; SM Smith; HL Huston; & G. Gonzalez. “ Empirické studium asociací mezi symboly a jejich významy: Důkazy o kolektivní nevědomé (archetypální) paměti ”. Journal of Analytical Psychology 36, 1991.
- Sedivi, Amy Elizabeth. “ Odhalení podvědomí: Vliv psychologie Jungianů na Jacksona Pollocka a Marka Rothka ”. Bakalářská práce byla přijata na College of William and Mary, 6. května 2009.
- Shelburne, Walter Avory. “ CG Jungova teorie kolektivního nevědomí: racionální rekonstrukce ”. Disertační práce přijatá na University of Florida, červen 1976.
- Sheldrake, Rupert. “ Společnost, duch a rituál: Morphic rezonance a kolektivní nevědomí - část II ”. Psychologické perspektivy 18.2, podzim 1987.